# انخلو انریکس
اَنخِلو خوزه اِنریکِس ایتورا (اسپانیایی: Ángelo José Henríquez Iturra‎؛ زادهٔ ۱۳ آوریل ۱۹۹۴) بازیکن فوتبال اهل شیلی است.